# Novothymbris solitaria
Novothymbris solitaria är en insektsart som beskrevs av Knight 1974. Novothymbris solitaria ingår i släktet Novothymbris och familjen dvärgstritar. Inga underarter finns listade i Catalogue of Life.